# Kapacitace
Kapacitace je označení maturačních změn spermie, které probíhají v pohlavním traktu samice u savců. Po ejakulaci je spermie neschopná oplodnění, k tomu je zapotřebí, aby určitou (pro každý druh specifickou) dobu pobývala v reprodukčním traktu samice, kde interaguje se složkami oviduktální tekutiny (např. sérový albumin, lipoproteinové komplexy, atd.) ,
Kapacitace je často spojená s jevem nazývaným hyperaktivace. Spermie změní charakter svého pohybu, asymetricky se zvětší vlnění bičíku (spermie se pohybuje rychleji a v kruhu), hyperaktivace může pomáhat spermii odpoutat se z oviduktálního rezervoáru a proniknout vajíčkem 
Spermie nekapacitují všechny najednou, po určité minimální době inkubace v tekutinách oviduktu (nebo v kapacitačním mediu při kapacitaci in vitro) se ustanoví populace kapacitovaných spermií (od 1-10% z počtu spermií, závislé na druhu i konkrétním jedinci), která se po určité době (než se spermie vyčerpají) udržuje 
Kapacitované spermie, které se nepotkají s vajíčkem po krátké době umírají.

## Kapacitační změny
Změny spojené s kapacitací lze rozdělit do tří skupin
- na povrchu, změny v proteinovém obalu spermie
- v cytoplazmatické membráně
- v cytoplazmě

### Změny na povrchu spermie
Během kapacitace dochází ke změnám v proteinovém složení povrchu spermií. Proteiny na povrchu spermií chrání spermii při průchodu samičím traktem a umožňují jí navázat se na stěnu oviduktu (vejcovodu) za vzniku oviduktálního reservoáru spermií. Díky tomuto rezervoáru se prodlouží životnost spermií v oviduktu a tím zvýší pravděpodobnost početí. V průběhu kapacitace spermie ztrácí schopnost vázat se na stěnu oviduktu.

### Změny v cytoplazmatické membráně
- Během kapacitace dochází k odstraňování cholesterolu z membrány, zvyšuje se fluidita (tekutost) membrány, po odstranění určitých inhibičních proteinů dochází k aktivaci některých iontových kanálů [6]
- Dochází k porušení asymetrie složení membrány, fosfatidylethanolamin a fosfatidylserin se dostavávají do vnější vrstvy membrány.[7],[8]

Změny ve složení cytoplazmatické membrány vedou k destabilizaci membrány a tím připravují spermii na akrosomovou reakci a fúzi s vajíčkem

### Změny v cytoplazmě
- Během kapacitace dochází k signalizační kaskádě, která připravuje spermii na kontakt a fúzi s vajíčkem. Dochází ke zvýšení koncentrace cytoplazmatického Ca2+ [9], HCO3−. Zvýšená koncentrace HCO3− vede ke zvýšení pH uvnitř spermie a zvýšení koncentrace cAMP pomocí HCO3− dependentní (závislé) adenylyl cyklázy [10]. cAMP pak mimo jiné aktivuje PKA. Konečným výsledkem je fosforylace tyrosinu některých cytoplazmatických proteinů.[11] Aktivita adenyly cyklázy je také zvýšená některými reaktivními kyslíkovými radikály (ROS - reaktive oxygen species) jako H2O2 , O2− a NO.
- v cytoplazmě přítomný aktin G se pod vlivem HCO3− /cAMP/PKA (a částečně i PKC)/PLD signalizační dráhy začne polymerizovat na aktin F. Polymerizace aktinu vede k přesunu fosfolipázy C (PLC)z cytoplazmy do cytoplazmatické membrány. Během akrozomové reakce aktin F zpětně velmi rychle depolymeruje (umožní se tak kontakt cytoplazmatické membrány s vnější akrosomovou membránou) [12]

## Výsledek kapacitace
Po skončení kapacitace je spermie připravená na oplození vajíčka.
Kapacitované spermie:
- vykazují schopnost chemotaxe a thermotaxe a díky tomu jsou schopné aktivně vyhledávát vajíčko.[13],[14]
- jsou schopné navázat se na glykoproteinový obal vajíčka – zonu pellucidu a podstoupit akrosomovou reakci.[15]
  - po akrosmové reakci dojde k odhalení vnitřní akrosomové membrány, která obsahuje proteiny podílející se na fúzi spermie s vajíčkem [16]

## Kapacitace in vitro

### provedení
Pro různé studie mechanismů savčího oplození a pro asistovanou reprodukci je zapotřebí spermie kapacitovat in vitro. Podstatou je odstranění semenné plazmy (tekutiny, ve které jsou spermie po ejakulaci) např. centrifugací a inkubace spermií v tzv, kapacitačním mediu, které napodobuje fyziologickou tekutinu v oviduktu. Kapacitačních medií je celá řada, společným rysem je přítomnost: Ca2+ , HCO3−, sérového albumínu, zdroje energie ( glukosa, fruktosa, laktát, pyruvát) a správná osmomolarita (~300 mOsmol/kg)
Tyrodovo medium - příklad složení kapacitačního media
| látka   | koncentrace |
| NaCl    | 96.0 mM     |
| KCl     | 4.7 mM      |
| MgSO4   | 0.4 mM      |
| NaH2PO4 | 0.3 mM      |
| glukosa | 5.5 mM      |
| pyruvát | 1.0 mM      |
| laktát  | 21.6 mM     |
| CaCl2   | 0.5mM       |
| NaHCO3  | 10.0 mM     |
| HEPES   | 20.0 mM     |

upravit pH připraveného roztoku na 7-7,5 a přidat 3mg BSA/ml (místo BSA je možno použít i jiné sérové albumíny příslušného druhu – např. HSA, PSA, ... )
Z ejakulátu se izolují spermie (např. centrifugací nebo swim up metodou) a rozředí se v kapacitačním mediu na koncentraci asi 3×106 spermie/ml. Spermie se inkubují při 37-38 °C, v atmosféře 5% CO2 (atmosféra obohacená CO2 na 5%) a při 100% vlhkosti vzduchu po dobu, která je pro každý druh (i každého jedince) specifická (2-12 hod). Kapacitační stav spermií se vyhodnocuje pod mikroskopem. Nejčastějšími metodami jsou:
- analýza videa (hodnotí se specifický charakter pohybu spermií)
- indukce akrozomální reakce (pouze kapacitované spermie jsou schopné podstoupit akrozomální reakci)
- chlortetracyklinová (CTC) esej - během kapacitace se změní vazebná místa pro CTC na plazmatické membráně spermií. CTC je fluorofor a kapacitace se vyhodnocuje jako změna fluorescenčního vzoru na povrchu spermie.